# Distretto di Jiawang
Il distretto di Jiawang (贾汪区S, Jiǎwāng QūP) è un distretto della Cina, situato nella provincia di Jiangsu e amministrato dalla prefettura di Xuzhou.